# Sonequa Martin-Green
Sonequa Chaunté Martin-Green (Russellville, 1985. március 21. –) amerikai színésznő.
Főként televíziós műsorokból ismert: a Star Trek: Discovery című sci-fi sorozatban a főszereplő Michael Burnhamet alakította, két Szaturnusz-díjat nyerve. A The Walking Dead-ben Sasha Williams szerepében volt látható. Feltűnt A férjem védelmében és az Egyszer volt, hol nem volt sorozatok több epizódjában.  

## Filmográfia

### Film
| Év   | Magyar cím              | Eredeti cím             | Szerep         | Megjegyzések              |
| ---- | ----------------------- | ----------------------- | -------------- | ------------------------- |
| 2005 |                         | Not Quite Right         | Coco Delight   | videófilm                 |
| 2007 |                         | I-Can-D                 | VJ             | rövidfilm                 |
| 2008 |                         | Blind Thoughts          | Jenna Lopez    |                           |
| 2009 |                         | Toe to Toe              | Tosha Spinner  |                           |
| 2009 |                         | Rivers Wash Over Me     | Shawna King    |                           |
| 2011 |                         | Yelling to the Sky      | Jojo Parker    |                           |
| 2012 |                         | Shockwave Darkside      | Lang közlegény |                           |
| 2014 |                         | On the Bridge           | Laura          | rövidfilm                 |
| 2019 | A karácsony igazi öröme | Holiday Rush            | Roxy           | magyar hangja Gubik Petra |
| 2020 |                         | The Outside Story       | Isha           |                           |
| 2021 | Space Jam: Új kezdet    | Space Jam: A New Legacy | Kamiyah James  | magyar hangja Gubik Petra |

### Televízió
| Év        | Magyar cím                       | Eredeti cím                  | Szerep                        | Megjegyzések                                      |
| --------- | -------------------------------- | ---------------------------- | ----------------------------- | ------------------------------------------------- |
| 2008      | Esküdt ellenségek: Bűnös szándék | Law & Order: Criminal Intent | Kiana Richmond                | 1 epizód                                          |
| 2009      | Katonafeleségek                  | Army Wives                   | Kanessa Jones                 | 3 epizód                                          |
| 2009–2011 | A férjem védelmében              | The Good Wife                | Courtney Wells                | 8 epizód                                          |
| 2011      | Gossip Girl – A pletykafészek    | Gossip Girl                  | Joanna                        | 1 epizód                                          |
| 2012      | 22-es körzet – A bűn utcái       | NYC 22                       | Michelle Terry                | 5 epizód                                          |
| 2012–2018 | The Walking Dead                 | The Walking Dead             | Sasha Williams                | - 45 epizód - magyar hangja: - Bogdányi Titanilla |
| 2013      | Egyszer volt, hol nem volt       | Once Upon a Time             | Tamara                        | 7 epizód                                          |
| 2016      | Playback párbaj                  | Lip Sync Battle              | önmaga                        | 1 epizód (Sonequa Martin-Green vs. Lauren Cohan)  |
| 2016–2017 | Új csaj                          | New Girl                     | Rhonda                        | 2 epizód                                          |
| 2017      | Penn Zero, a félállású hős       | Penn Zero: Part-Time Hero    | Maria kalóz (hangja)          | 3 epizód                                          |
| 2017–2018 |                                  | After Trek                   | önmaga                        | 2 epizód                                          |
| 2017–2022 | Star Trek: Discovery             | Star Trek: Discovery         | Michael Burnham               | főszereplő (55 epizód)                            |
| 2019–2022 |                                  | The Ready Room               | önmaga                        | 6 epizód                                          |
| 2021      | Legyőzhetetlen                   | Invincible                   | Alana / Zöld Szellem (hangja) | 1 epizód                                          |

## Fordítás
- Ez a szócikk részben vagy egészben  a   Sonequa Martin-Green című angol Wikipédia-szócikk fordításán alapul.  Az eredeti cikk szerkesztőit annak laptörténete sorolja fel. Ez a jelzés csupán a megfogalmazás eredetét és a szerzői jogokat jelzi, nem szolgál a cikkben szereplő információk forrásmegjelöléseként.